# Бред (повесть)
«Бред» — повесть русского писателя-эмигранта Марка Алданова, впервые изданная в 1950-х годах. Один из её героев — Иосиф Сталин.
Действие повести происходит в Европе в 1953 году. Её герои — русские эмигранты, преуспевшие на Западе, так что «Бред» близок по сюжету к роману Алданова «Живи как хочешь». В одной из глав появляется Иосиф Сталин.
«Бред» был впервые опубликован в нью-йоркском «Новом журнале» в 1954—1955 годах. Это был сокращённый текст, и Алданов заранее предупреждал некоторых своих коллег-писателей от скоропалительных выводов. Тем не менее многие раскритиковали повесть. В 1957 году в том же журнале автор опубликовал отдельно одну из исключённых прежде глав под названием «Бред Шелля»; наконец, в 1999 году в России, в одной книге с «Повестью о смерти», «Бред» был впервые опубликован полностью.